# بیبی تریکس
بلیز آینوا نیکلائو غازی (به انگلیسی: Belize Ainoa Nicolau Kazi؛ زادهٔ ۲۸ آوریل ۲۰۰۰) که به‌طور حرفه‌ای با نام بیبی تریکس (به انگلیسی: BB Trickz) شناخته می‌شود، رپر اسپانیایی است. وی رپ‌کردن را از سال ۲۰۲۳ شروع و دو ئی‌پی اولیهٔ خودرا تحت عنوان‌های تریکستار و سدتریکس همان سال منتشر کرده‌است.